# De bedste af de bedste vol. 2
De bedste af de bedste vol. 2 er det andet opsamlingsalbum fra den danske sangerinde Sanne Salomonsen. Det udkom den 28. september 2000 på Virgin. Albummet følger op på forgængeren, De bedste af de bedste, og indeholder de mere rock-prægede numre fra Salomonsens karriere. Der er fire nye sange indspillet til albummet; "Follow", "I Wont Ever Let You Down", "Nowhere to Turn" og "As the Night Comes On". Førstnævnte er skrevet af den canadiske sanger Bryan Adams, der efter at have hørt Salomonsens udgave af "Over My Head" fra Unplugged-albummet, lovede at han ville skrive et nyt nummer til hende. Albummet indeholder også The Doors-coversangen "Light My Fire", der ikke tidligere har været udsendt.

## Spor
| #   | Titel                        | Sangskriver(e)                                              | Oprindeligt album            | Længde |
| --- | ---------------------------- | ----------------------------------------------------------- | ---------------------------- | ------ |
| 1.  | "Follow"                     | Bryan Adams, Billy Steinberg                                |                              | 4:18   |
| 2.  | "I Won't Ever Let You Down"  | Anders Blichfeldt                                           |                              | 5:15   |
| 3.  | "Nowhere to Run"             | Jens Rugsted                                                |                              | 4:27   |
| 4.  | "As the Night Comes On"      | Lasse Andersson                                             |                              | 4:49   |
| 5.  | "Ud af mørket"               | Sanne Salomonsen, Claus Flygare                             | Sanne Salomonsen (1985)      | 4:12   |
| 6.  | "Kød og blod"                | Henrik Janson, Mats Ronander, Flygare                       | Sanne Salomonsen (1985)      | 4:05   |
| 7.  | "Øst for paradis"            | Salomonsen, Alberte Winding                                 | Sanne Salomonsen (1985)      | 3:55   |
| 8.  | "Stemmen fra mit hjerte"     | Salomonsen, Michael Falch                                   | fra Ingen engel (1987)       | 4:02   |
| 9.  | "Vi gør det med hinanden"    | Mats Ronander, Henrik Janson, Salomonsen, Falch             | fra Ingen engel (1987)       | 3:56   |
| 10. | "Uden dig"                   | Anne Linnet, Rugsted, Stig Kreutzfeldt                      | fra Sanne (1989)             | 3:40   |
| 11. | "Sæt fri"                    | Rugsted                                                     | fra Sanne (1989)             | 3:55   |
| 12. | "Back to My Baby"            | Leif Larson                                                 | fra Where Blue Begins (1991) | 4:18   |
| 13. | "The Fever"                  | Bruce Springsteen                                           | fra Where Blue Begins (1991) | 4:18   |
| 14. | "A Love for the World"       | Linda Duggan, John Edmed                                    | fra Where Blue Begins (1991) | 4:33   |
| 15. | "Den lille løgn"             | Torstein Flakne, Jeff Wasserman, Elisabeth Gjerluff Nielsen | fra 1996 (1996)              | 4:26   |
| 16. | "Confused"                   | Nikolaj Steen                                               | fra 1996 (1996)              | 3:41   |
| 17. | "Lose You in the End"        | Johan Mattson, Nick Kamen, Steen                            | fra 1996 (1996)              | 3:44   |
| 18. | "Light My Fire" (bonus spor) | Jim Morrison, Robby Krieger                                 |                              | 4:19   |